# 오쿠다이라 마사아쓰
오쿠다이라 마사아츠(일본어: 奥平 昌敦 おくだいら まさあつ[*])는 부젠국 나카츠번 2대 번주이다. 나카츠 오쿠다이라가 6대 당주이다.

## 생애
교호 9년 (1724년) 4월 12일, 나카츠번 초대 번주 오쿠다이라 마사시게의 차남으로, 나카츠에서 태어났다. 겐분 2년 (1737년) 12월 16일, 종5위하 탄고노카미에 서임 및 임명되었고, 간포 2년 (1742년) 6월 1일, 야마시로노카미로 이직되었다. 엔쿄 3년 (1746년), 아버지의 사망으로 가독을 이었다.
마사아츠는 호레키 개혁이라 불리는 번정개혁에 착수하여, 검약과 봉생제도의 제정, 메츠케나 메야스바코 설치, 호레키사츠(宝暦札)의 발행, 운상역소 설치와 상업 통제, 호레키 2년 (1752년)의 61개조, 호레키 4년 (1754년)의 27개조에 의한 농정개혁 등을 실시하였다. 또, 막부의 명으로 에도성 수위를 지냈고, 엔쿄 4년 (1747년) 1월 4일에는 다이젠노다이부로 전임되었다.
호레키 8년 (1758년) 9월 26일, 에도에서 35세의 나이로 사망했다. 가독은 장남 마사시카가 이었다.

## 계보
- 아버지 : 오쿠다이라 마사시게
- 어머니 : 쇼레이인(松嶺院) - 사와타리씨(沢渡氏)
- 정실 : 키쿠코 - 신겐인(心源院), 마키노 사다미치의 딸
  - 장남 : 오쿠다이라 마사시카
  - 차남 : 이케다 요시시게
- 생모 불명의 자녀
  - 3남 : 야마노베 요시카제 - 야마노베 요시타네의 양자가 됨